# Ечміадзинський кафедральний собор
Ечміадзинський кафедральний собор (вірм. Էջմիածնի եկեղեցի) — розташований у місті Вагаршапат, Армавір, Вірменія. Входить до списку Світової спадщини ЮНЕСКО та є частиною Ечміадзинського монастиря.

## Історія
Будівництво собору пов'язане з іменем царя Трдата III і католікоса Григорія Просвітителя. За легендою, Трдат III наказав закидати камінням дівчину-християнку, після чого з'їхав з глузду. Один з ув'язнених християн на ім'я Григорій (що став відомим під ім'ям Григорій Просвітитель) вилікував його і навернув до християнства, після чого приклад свого правителя наслідувало все населення Вірменії. Місце ж для храму було вказано Григорію Просвітителю самим Ісусом Христом — раніше тут проводилися язичницькі обряди і поклоніння місцевим богам.
Зведений у IV–V століттях собор вважається одним з найдавніших християнських соборів у світі. За всю свою історію він зазнав безліч реконструкцій. Спочатку, як і інші храми, він являв собою прямокутну будівлю, але пізніше був перебудований в центрально-купольний собор. З часом будівля доповнилася дзвіницею, ротондами, ризницею та іншими будівлями.

## Галерея

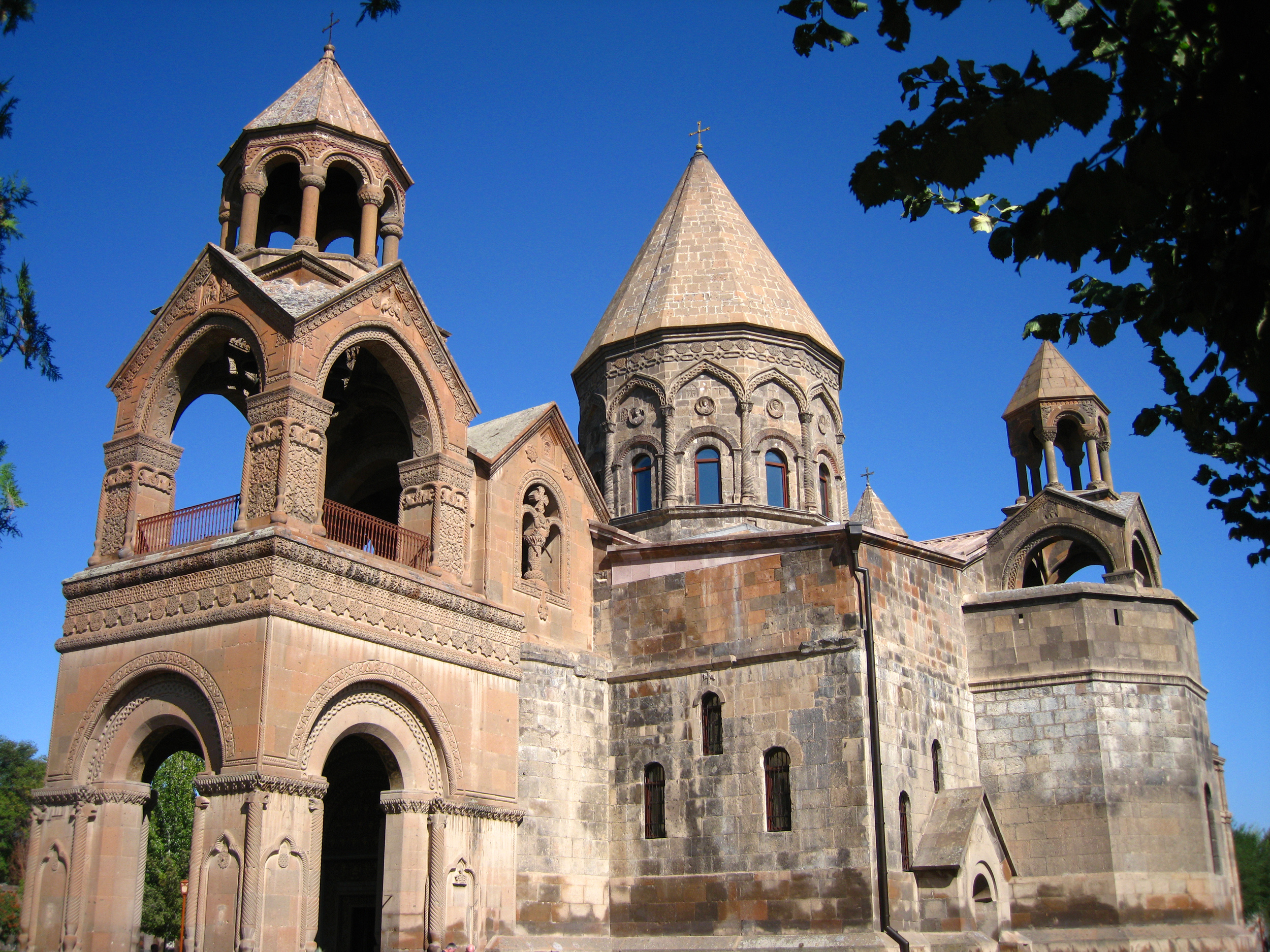
Вхід
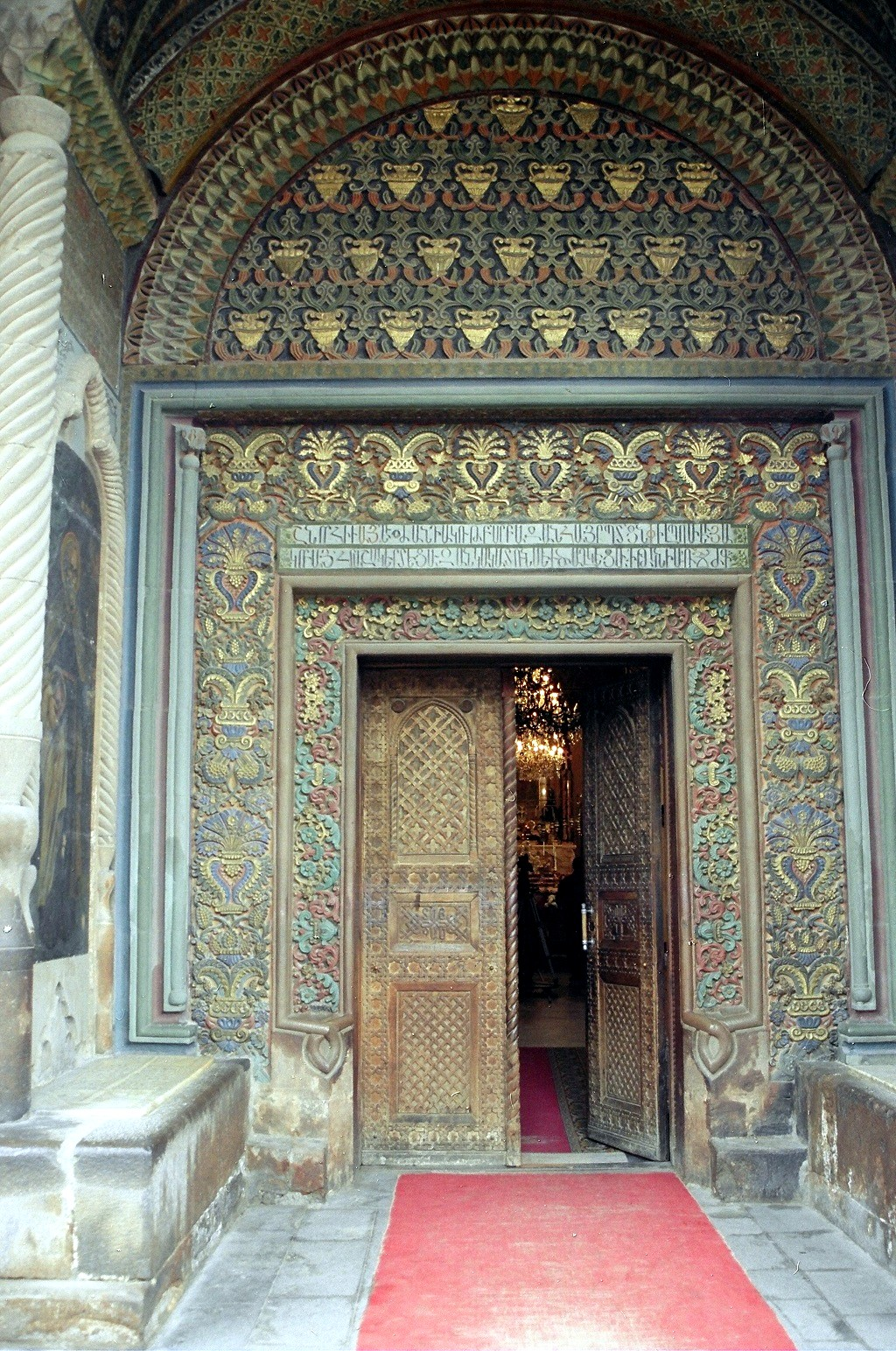
Брама
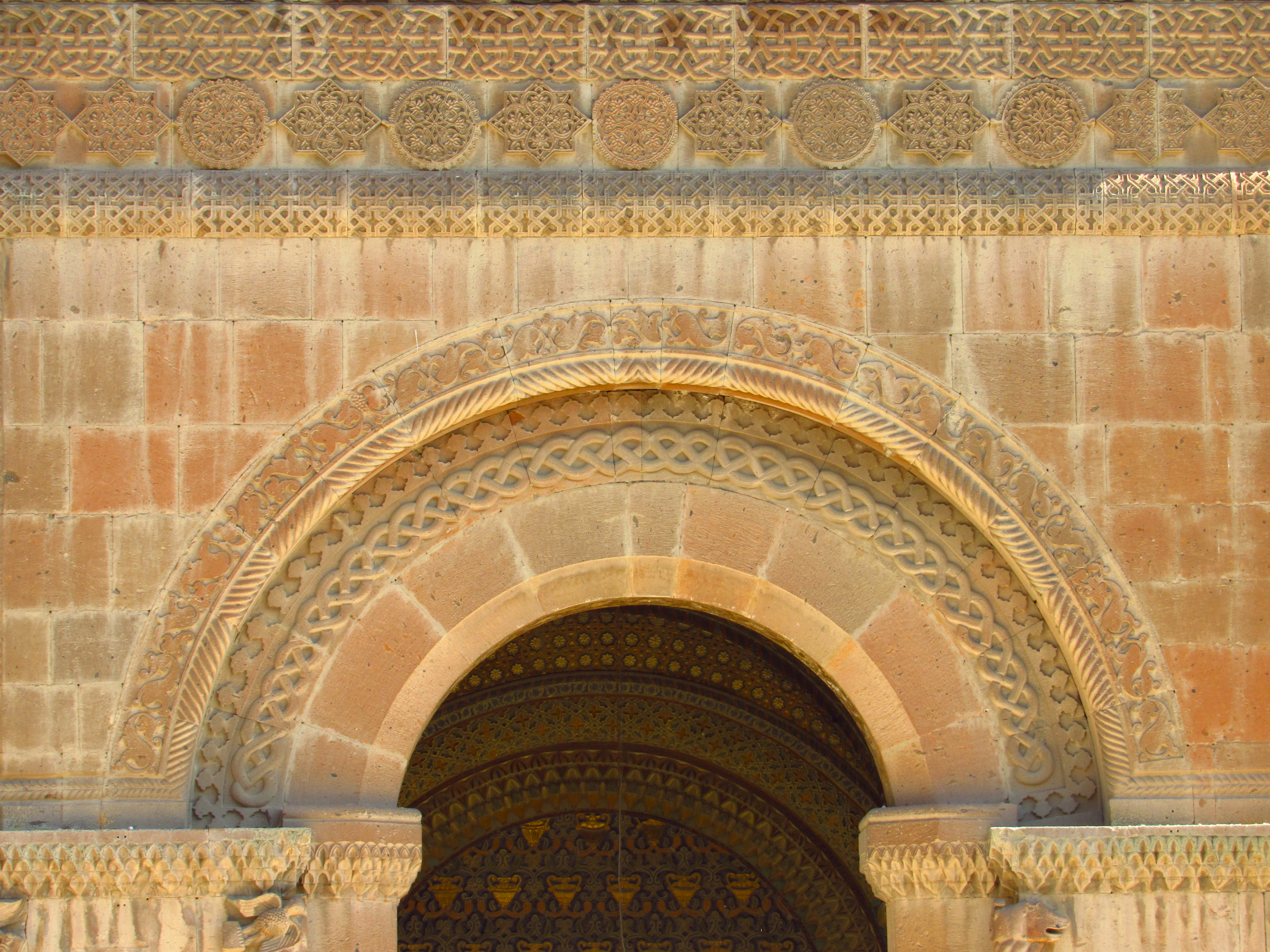
Зовнішній декор
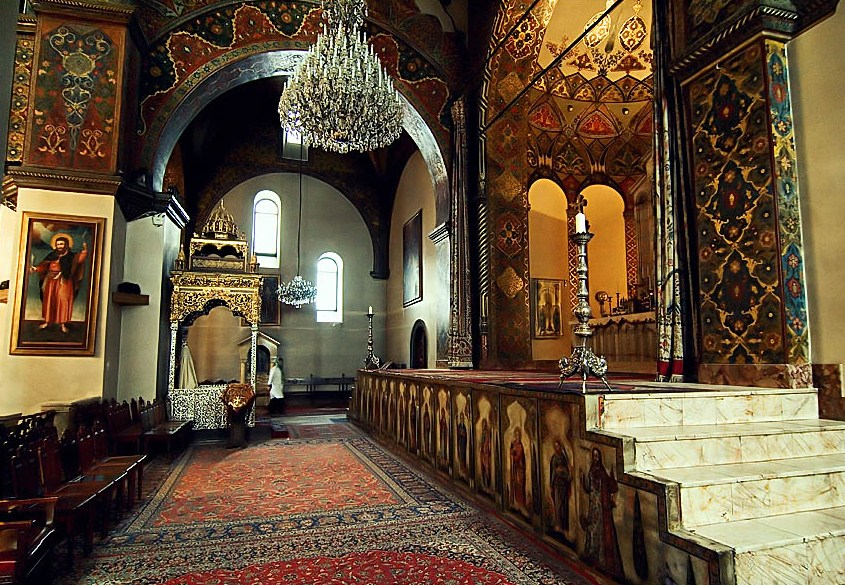
Інтер'єр
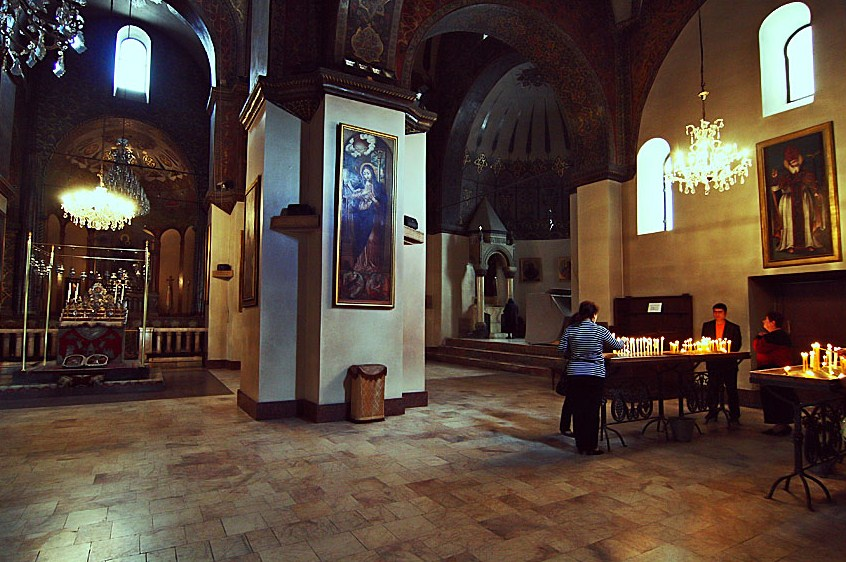
Інтер'єр
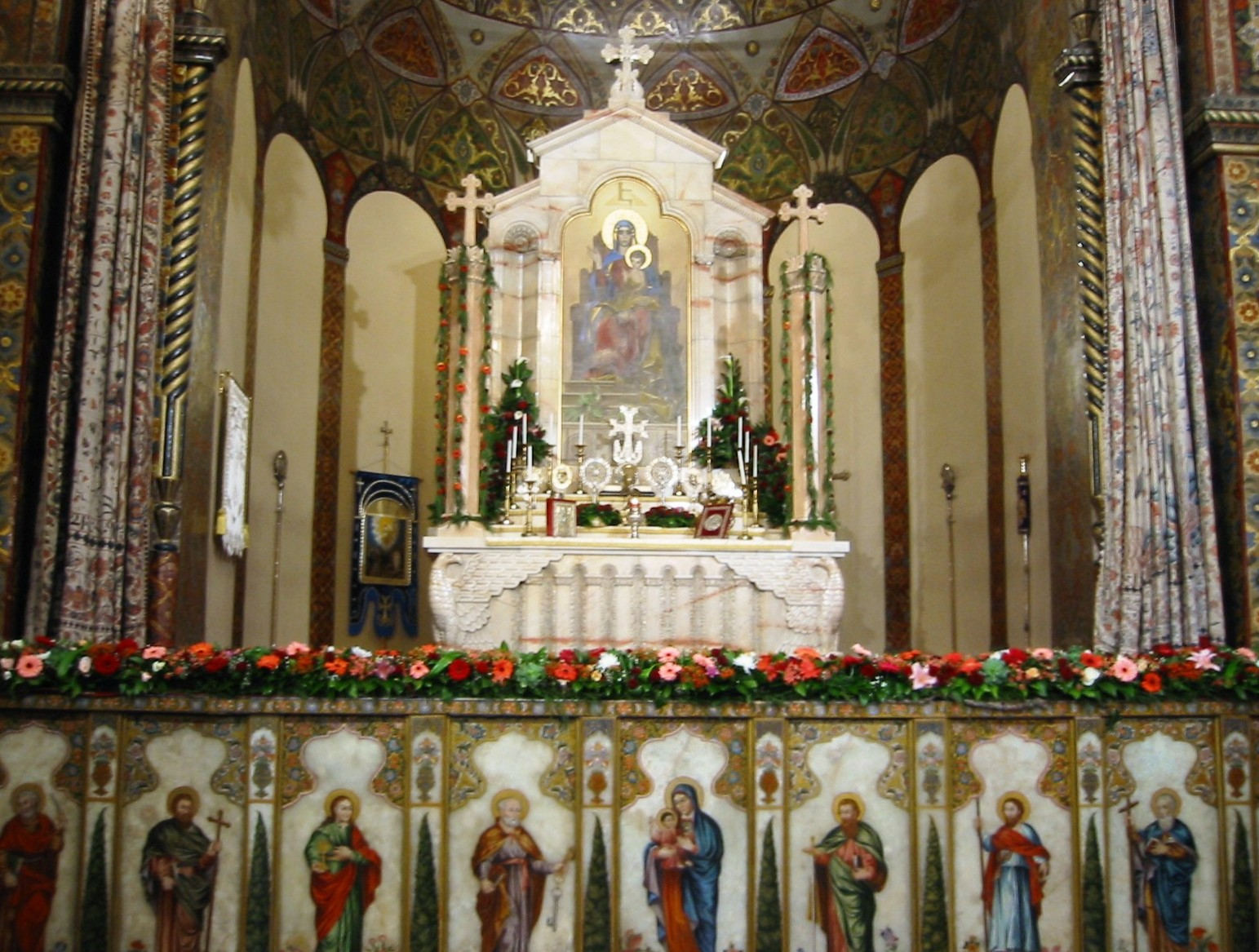
Вівтар
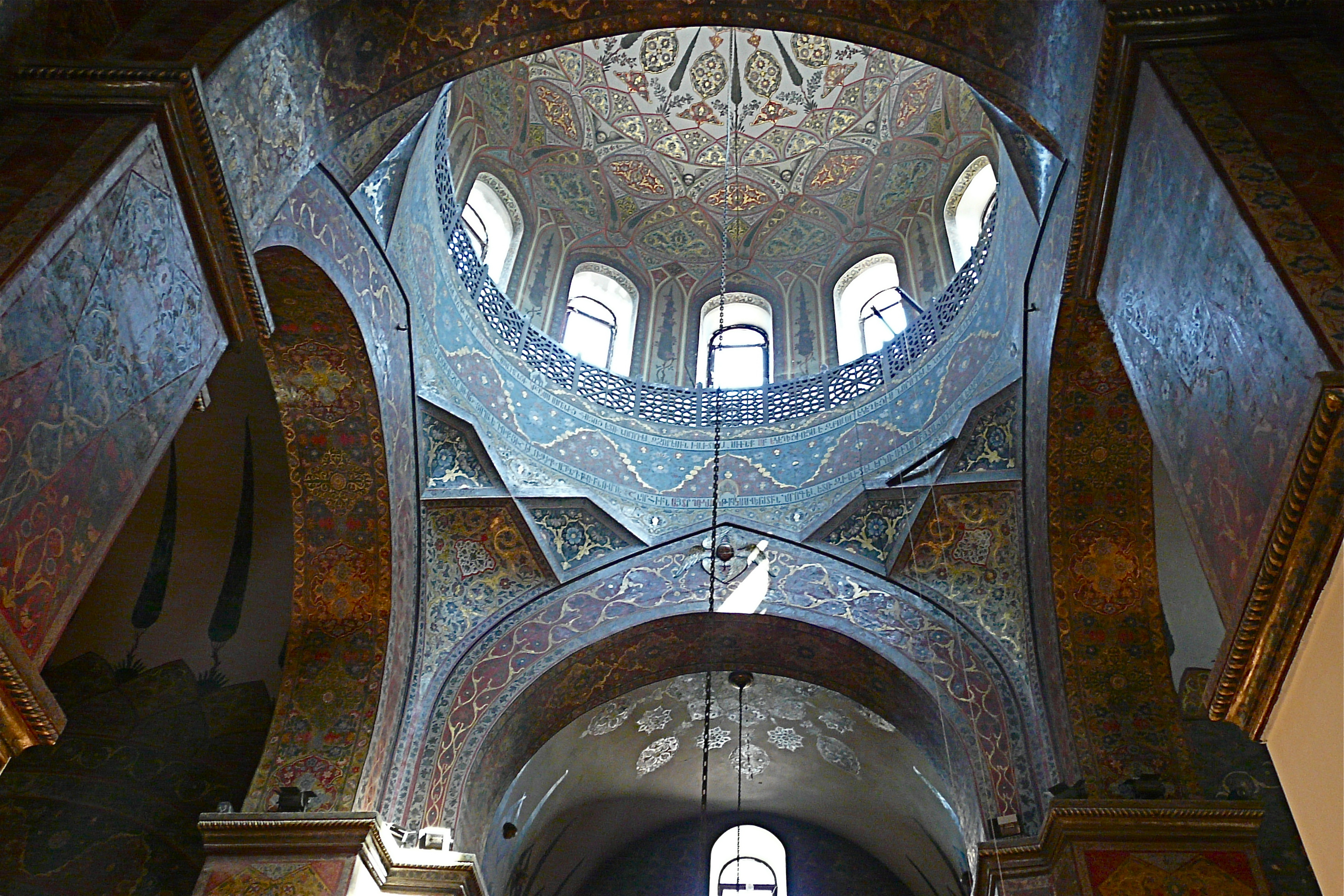
Фрески